# Вулиця Перехід
Вулиця Перехід — вулиця в Личаківському районі Львова, у місцевості Знесіння. Пролягає від вулиці Новознесенської на північ, паралельно до вулиці Гамалії, завершується глухим кутом.

## Історія та забудова
Виникла у складі селища Знесіння, не пізніше 1931 року зафіксовано її офіційну назву — Вузька. Сучасну назву вулиця отримала у 1933 році.
Вулиця забудована приватними одноповерховими будинками 1930-х років у стилі конструктивізму та сучасними садибами.